# Csihányos
Csihányos a Zsögödi-szoros északi  bejáratánál, Csíkszereda közvetlen szomszédságában található.

## Története
Zsögödfürdő és környéke értékes ritkaságokat rejt. Ez a terület változatos, védett növény- és állatfajnak ad otthont. A növények közül megtalálható itt a kockásliliom, fekete kökörcsin, szúnyoglábú bibircsvirág, poloskaszagú kosbor, kék csatavirág, zergeboglár. A területen él az emlősök közül a barna medve, vízi denevér, kori denevér, nyest, menyét és az őz. Számos védett madárfaj is megfigyelehtő itt, közülük a nagy fakopáncs, fekete harkály, erdei fülesbagoly, ökörszem, fekete rigó, fenyőrigó, kis békászósas, vörösbegy. Ritka hüllők, mint a keresztes vipera, vízisikló, lábatlan gyík, fürge gyík, rézsikló és a kétéltűek közül a  pettyes gőte, zöld varangy, sárgahasú unka, barna varangy, gyepi béka élnek itt.
2004-ben civil kezdeményezésre Csíkszereda polgármesteri hivatala a 253 hektáron elterülő Zsögödfürdő – Csihányos - Kisvár dombját helyi védettségű természetvédelmi területté nyilvánította, mely 2005-ben felkerült a megyei védettséget élvező természetvédelmi területek listájára is. 
A terület nemcsak botanikai szempontból védett, régészeti rezervátum is. Az 1992 és 2000 között végzett régészeti ásatások három várat tártak fel. A különböző korokból való Harom-vár, Zsögödfürdői-vár és a Zsögödi-vár szerepelnek a Hargita-megye műemlékeinek hivatalos jegyzékén.
Ugyanakkor  hidrogeológiai szempontból is fontos a terület védelme. Napjainkban Zsögödfürdőn csak egy természetes borvízforrás van. A hideg és meleg fürdők, valamint a sziklaforrás vizét az 1980-as években végzett kutatófúrások biztosítják. A víz tisztaságának megőrzése érdekében ezen a helyen védett területet állapítottak meg az illetékesek.
Sajnos Csihányosban az emberi (építkezés, kaszálás, tarlóégetés)  tevékenységek negatívan befolyásolják a terület élővilágát, a védett növények egyre kisebb számban vannak jelen a területen. A természetvédelmi terület értékére, az ott található természeti kincsek megőrzésének fontosságára magánszemélyek és helyi civil szervezetek több alkalommal is felhívták a környéken élők figyelmét. Iskolai csoportoknak kirándulással egybekötött ismeretterjesztő foglalkozásokat a szerveztek Csihányosban. 
Könyvet jelentettek meg, amelyben részletesen ismertetik a természetvédelmi területet, annak élővilágát, és javaslatokat tesznek a felmerülő problémák megoldására. 

## Külső hivatkozások
- https://web.archive.org/web/20130905203122/http://cseke.ro/media/upload/files/docs/tajekozodas-tananyag-2013.pdf
- http://csihanyos.zoldszekely.ro/ Archiválva 2017. november 21-i dátummal a Wayback Machine-ben